# 姬自修
姬自修（16世紀—16世紀），字子治，河南開封府太康縣人，明朝政治人物。

## 生平
姬自修是隆慶元年（1567年）的舉人，授沙河知縣，縣屬衝疲之地，他調停有方得到民心，曾以修官署的金錢購買糧食賑濟，拿出俸祿代民完稅，上級三次推薦其才能，因為遭中傷而罷歸。

## 引用
1. 1 2  民國《太康縣志·卷十·人物傳下》：姬自修，字子治，知沙河縣，邑衝疲，調停有方，大得民心，嘗以修署銀署市穀振飢、出俸代民完稅，部使者三薦其才，有中傷之者，罷歸。
2. ↑  民國《太康縣志·卷八·出身表》：舉人 明……隆慶 姬自修 丁卯，有傳